# Giesbert Penneke
Giesbert Penneke (* 4. Juni 1963) ist ein ehemaliger deutscher Fußballspieler. In der höchsten Spielklasse des DDR-Fußballs, der Oberliga, spielte er für den HFC Chemie. Nach der Zusammenführung von ost- und westdeutschem Fußball spielte er für den HFC eine Saison in der 2. Bundesliga.

## Sportliche Laufbahn
Im Sommer 1986 wechselte der Verteidiger innerhalb der zweitklassigen Liga von der BSG Chemie Buna Schkopau, bei der er 1982/83 mit zwei Partien im höherklassigen Männerfußball debütiert hatte, zum Halleschen FC Chemie. Mit dem Fußballclub aus dem Bezirk Halle gelang ihm, dessen Beruf als Meister VI angegeben wurde, in der Saison 1986/87 der Aufstieg in die höchste Spielklasse des DDR-Fußballs. Bis zu dessen Abwicklung im Frühjahr 1991 wirkte der 1,85 Meter große Penneke in den folgenden vier Jahren in mindestens 20 Punktspieleinsätzen pro Saison mit. Nach Ende der letzten eigenständigen Saison des ostdeutschen Erstligafußballs standen für ihn 89 Oberligapartien mit sechs Treffern zu Buche.
Mit dem HFC, der sich als Tabellenvierter des letzten Oberligajahres noch für den Europapokal qualifiziert hatte, konnte er in der Premierensaison der gesamtdeutschen 2. Bundesliga nicht die Klasse halten. Im UEFA Cup 1991/92 wurde er beim Erstrundenaus der Hallenser gegen Torpedo Moskau (2:1, 0:3) einmal aufgeboten.
Mit der Einführung der damals drittklassigen Regionalliga im Sommer 1994 lief der Defensivakteur für den FC Rot-Weiß Erfurt auf. In der Saison 1994/95 der Regionalliga Nordost erzielte er in 20 Spielen einen Treffer für die Erfurter. Später klang seine Karriere beim SV Merseburg 99, dem BSG-Chemie-Buna-Schkopau-Nachfolger, und dem VfL Halle 1896 aus. Mit der Elf, damals Oberligist, aus dem Stadion am Zoo nahm er 1997/98 am deutschen Vereinspokal teil. Der Viertligist schied aber bereits in Runde 1 durch ein 0:4 zu Hause gegen Eintracht Frankfurt aus dem DFB-Pokal aus.